# John Tate
John Tate (n. 13 martie 1925, Minneapolis, Minnesota, SUA – d. 16 octombrie 2019, Lexington, Massachusetts, SUA) a fost un matematician american câștigător al Premiului Abel în 2010.